# ديفيد لاو
ديفيد لاو (بالعبرية: דוד לאו‏) هو حاخام إسرائيلي، ولد في 13 يناير 1966 في تل أبيب في إسرائيل.